# St.-Matthias-Kirche (Meiningsen)

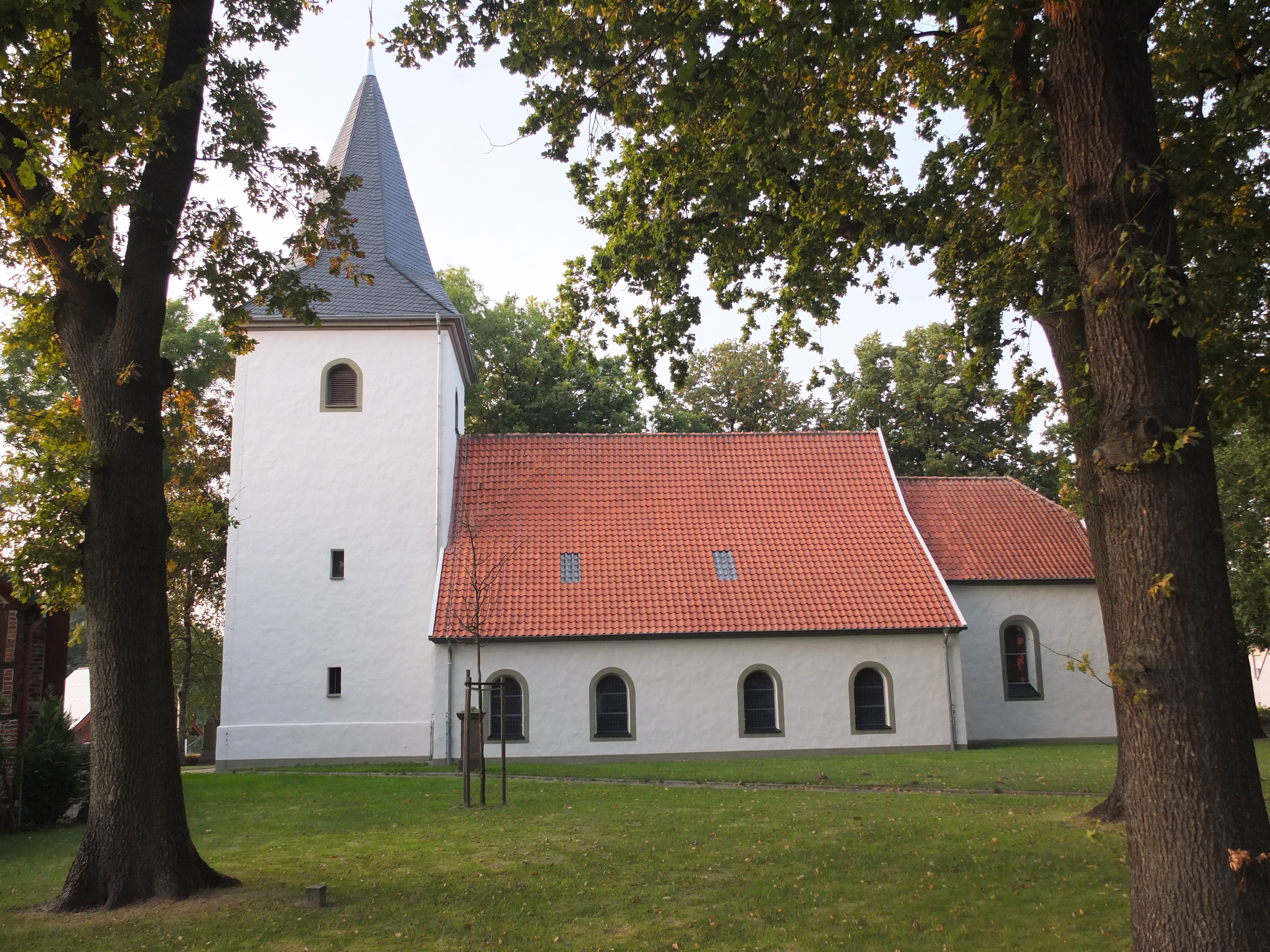
St.-Matthias-Kirche

Die evangelische St.-Matthias-Kirche ist ein denkmalgeschütztes Kirchengebäude in Meiningsen, einem Ortsteil der Kreisstadt Soest (Nordrhein-Westfalen).

## Geschichte und Architektur
Im Kern ist das Gebäude eine um 1107 geweihte Pfeilerbasilika. Sie ist eine der ältesten Kirchen in der Soester Börde. Um 1500 wurde der Obergaden erneuert und durch Schleppdächer über den Seitenschiffen verdeckt. Der 30 Meter hohe Turm wurde 1809 von Franz Nick auf altem Fundament gebaut. Der Vorgängerturm war wohl höher; sein genaues Aussehen ist nicht überliefert. Der Chor ist in Teilen erneuert, das Seitenschiff wurde abgebrochen. Das Seitenschiff wurde im Rahmen der Renovierung von 1982 rekonstruiert. Die ursprüngliche Flachdecke im Innenraum wurde um 1500 durch Scheingewölbe aus Holz ersetzt. An der Ostwand sind Reste von Rankenmalereien des 14. Jahrhunderts erhalten. Die Chorfenster von 1901 stammen aus den Glaswerkstätten von Ferdinand Müller.

## Ausstattung
- Die Altarmensa wurde 1178 geweiht.
- Die Altartafel im ehemaligen Altaraufsatz ist von 1898
- Der untere Teil des Taufbeckens ist wohl das Unterteil eines spätgotischen Taufsteins.
- Der Ambo wurde 1982 aus einem alten, restaurierten Grabsteinblock, der mit Sockel und Pult aus Grünsandstein ergänzt wurde, gefertigt.
- Bei der Restaurierung von Kanzel und Schalldeckel wurde von 1981 bis 1982 die Farbfassung von etwa 1750 wiederhergestellt.
- Die beiden Glocken werden bis heute von Hand geläutet. Die große Glocke wurde 1498 von Herman Vogel gegossen und erklingt in f′. Die kleine Glocke erklingt in a′ und wurde 1780 gegossen.

### Ansichten

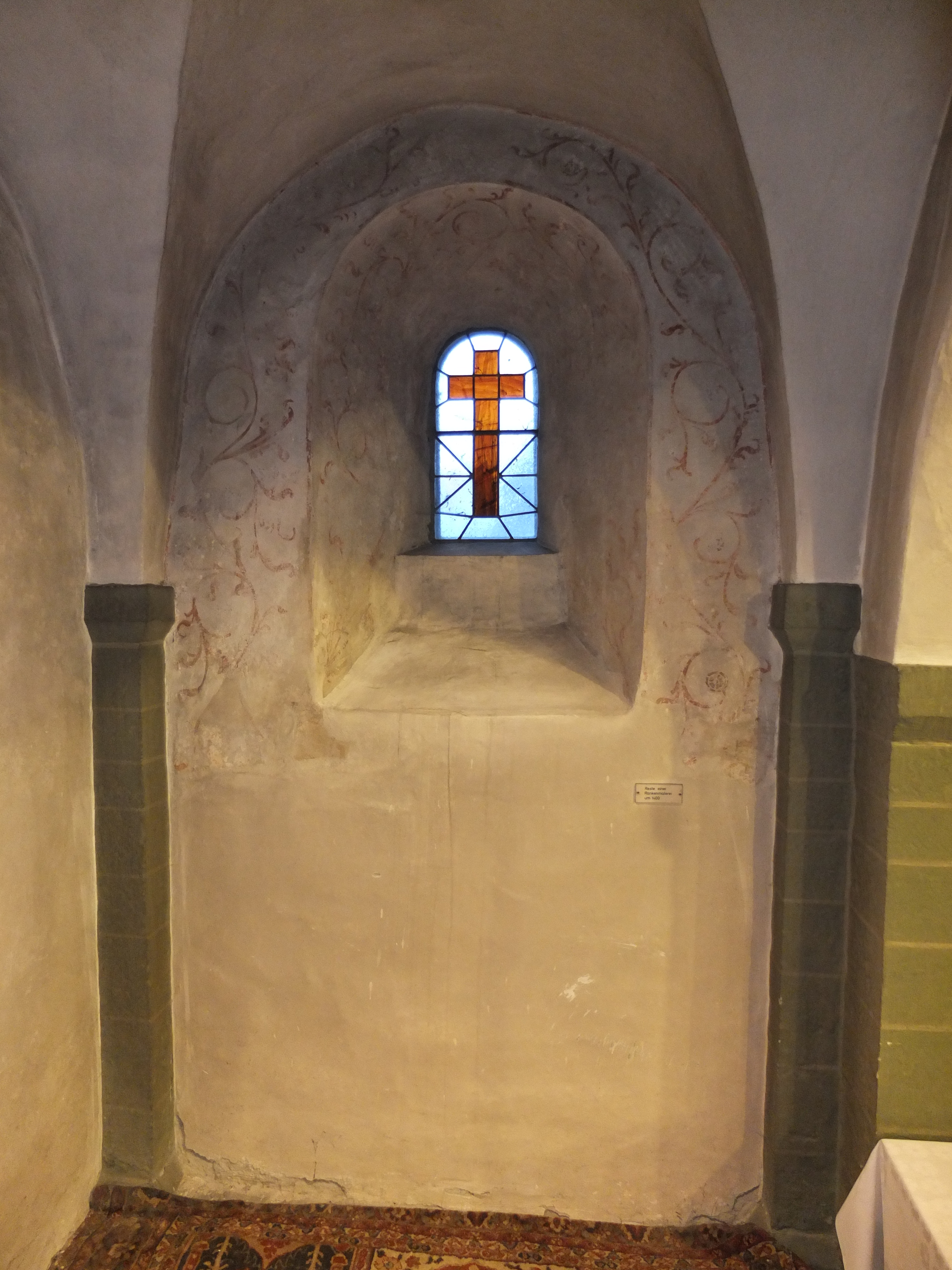
Rankenmalereien aus dem 14. Jahrhundert
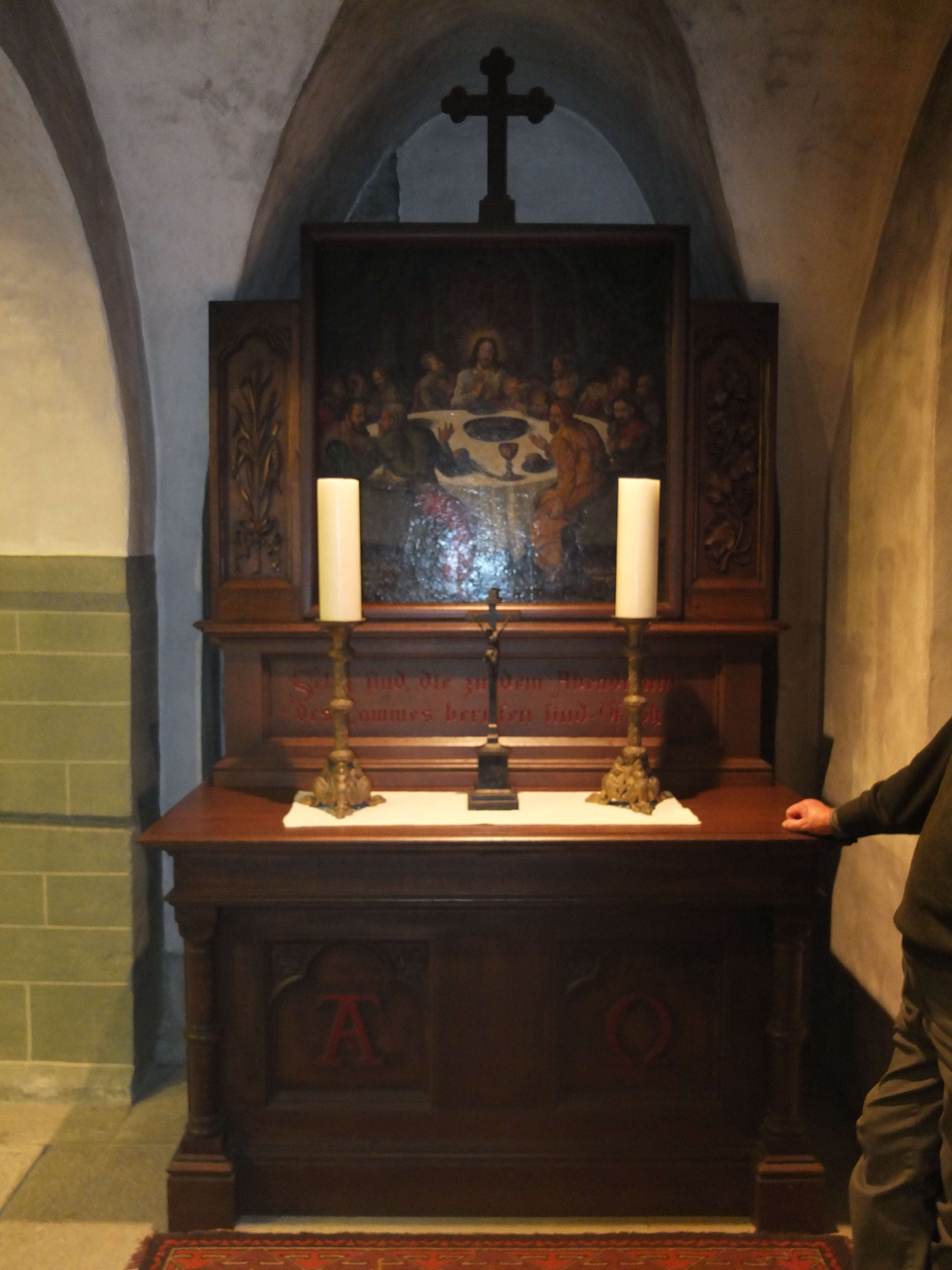
Mensa
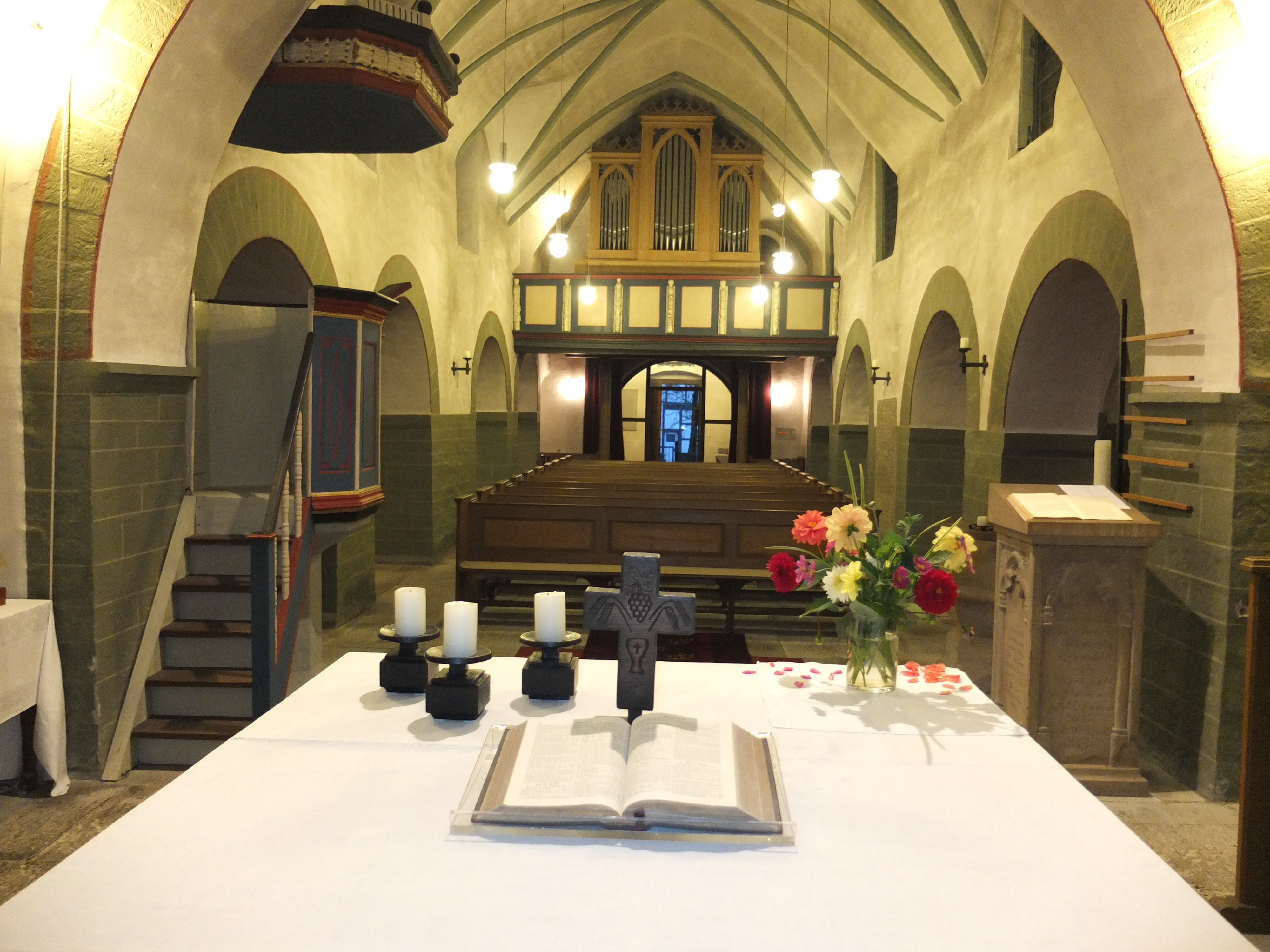
Blick durch das Schiff